# Chebská konzistoř
Chebská konzistoř byla správním orgánem luterské církve v Chebu.
Byla založena roku 1569, zanikla nejpozději roku 1629, kdy byli sesazeni protestantští členové chebské městské rady.
Zachovala se konzistorní pečeť s typářem z roku 1626 s majuskulním opisem *S*CONSISTORII*EGRANI*1626*.